# Acuérdate bien de mi cara
Acuérdate bien de mi cara es el tercer álbum de estudio del grupo catalán La Caja de Pandora.

## Información
Después de la problemática del 2º disco, el grupo se tomó un tiempo para decidir el futuro del mismo. Decidieron crear este disco que, digamos, es el que decidirá el futuro de La Caja de Pandora.
El grupo de la periferia de Barcelona llegó a estar varios meses en las listas de Cadena 100 y los 40 Principales entre otros, y lanzaron dos singles. 
Cómo curiosidad, el grupo presentó el disco en Gran hermano 8 y el CD original contiene un "desmontable" del grupo.

## Estilo del álbum
Fieles a su estilo, la Caja volvió a sonar con su pop-rock aflamencado, aunque con sonidos mucho más actuales, siendo el CD que más se diferencia de su estilo convencional.

## Lista de canciones
| N.º | Título                    |
| --- | ------------------------- |
| 1   | Acuérdate bien de mi cara |
| 2   | Dónde te escondes         |
| 3   | Granada                   |
| 4   | El cielo en dos           |
| 5   | Peinas el aire            |
| 6   | Mujer de ojos caídos      |
| 7   | Vivir mucho más           |
| 8   | Y si al final no estás    |
| 9   | Es tu alma                |
| 10  | Acudo a las estrellas     |
| 11  | Por hacerte sonreír       |
| 12  | Me niego a seguir         |
| 13  | Avísame                   |
| 14  | Lo quiero saber           |

- Datos: Q5657188